# L'École des Arthur
L'École des Arthur est une comédie-vaudeville en 2 actes d'Eugène Labiche, représentée pour la 1re fois à Paris au Théâtre des Variétés le 30 avril 1859.
- Collaborateur Anicet-Bourgeois.
- Editions Michel Lévy frères.

## Distribution
| Acteurs et actrices ayant créé les rôles |                     |
| Personnage                               | Acteur ou actrice   |
| Arthur Chatillon                         | M. Christian        |
| Arthur Pigeonneau                        | M. Raynard          |
| Grandminet                               | M. Ch. Potier       |
| Bourgifflé                               | M. Ferdinand Heuzey |
| François, domestique de Chatillon        | M. Delière          |
| Un domestique de Mimi                    | M. Théodore         |
| Mlle Mimi Pinson                         | Mlle Alphonsine     |
| Joséphine                                | Mlle Boisgonthier   |
| Mme Julie de Sainte-Adresse              | Mlle Dahmen         |